# خجالت

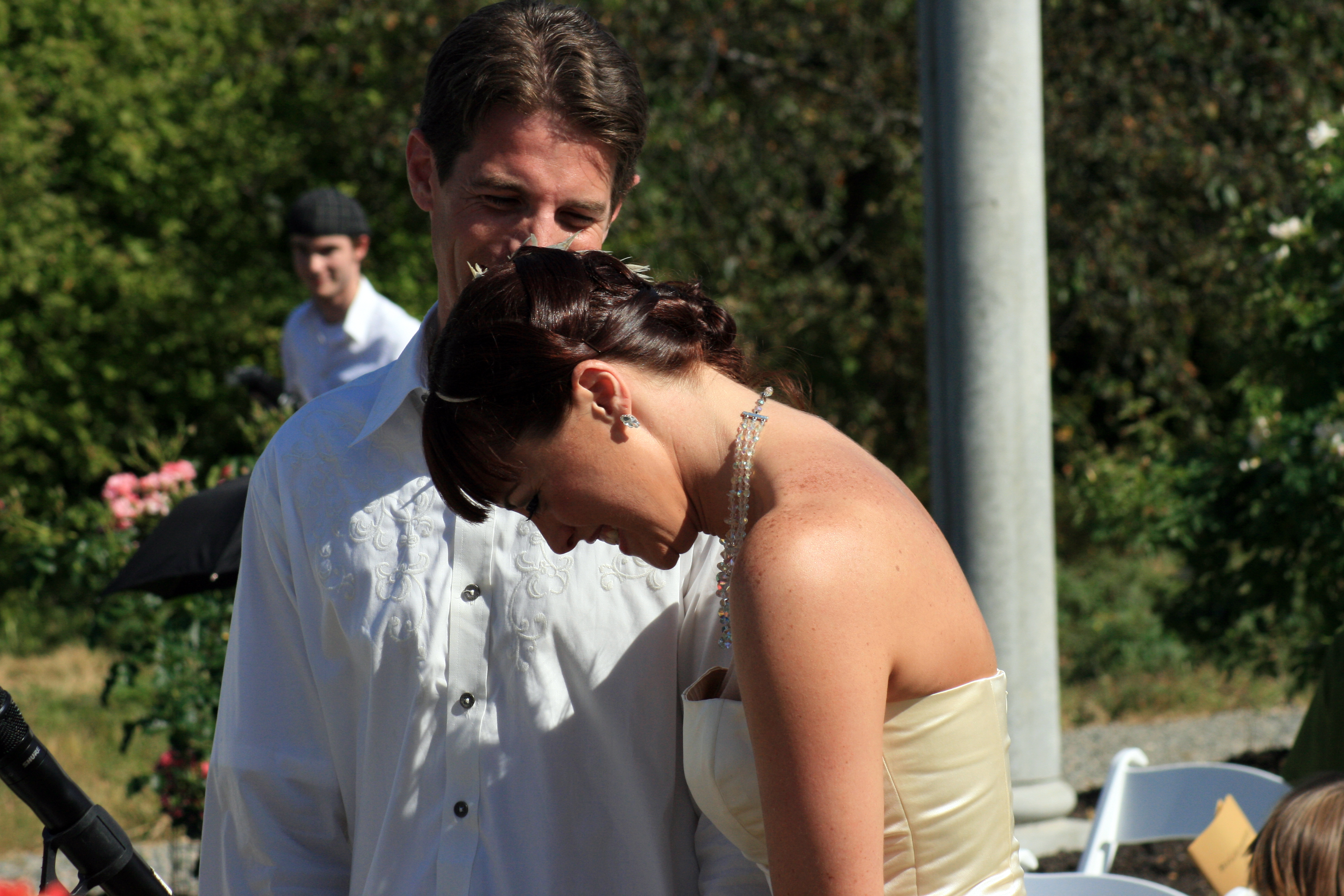
دو همدم کمی خجالتی

شرم یا خجالت یک عاطفهٔ اجتماعی است که در روابط اجتماعی در بعضی افراد ظاهر می‌شود.
این حالت از احساس درونی خود کم‌تر پنداشتن در برابر فرد مقابل حاصل می‌شود و در برخی موارد آنقدر شدت می‌یابد که تمامی دیگر حالات اجتماعی فرد را مختل می‌سازد.

## ریشه‌ها و دلایل

### تأثیرِ منفیِ والدین بر سلامت روان
والدینی که نسبت به کودکان خود بیش‌ازحد خشن و بیش‌ازحد سختگیر هستند احتمال خجالتی شدن کودک و دچار شدن او به اضطراب اجتماعی را افزایش می‌دهند، «محیط و آنچه واقعاً برای کودک در طول دورهٔ رشد وی اتفاق می‌افتد، نقش بزرگی در ایجاد این صفات در بزرگسالی دارد.»